# 増井慶太郎
増井 慶太郎（ますい けいたろう、1883年（明治16年）12月27日 - 1977年（昭和52年）6月28日）は、大正から昭和時代の政治家。実業家。衆議院議員。

## 経歴
静岡県安倍郡静岡横内町（現静岡市葵区横内町）の米穀商の長男として生まれる。1914年（大正3年）押麦製造機械および押麦製造販売会社の不二商会を設立し、1920年（大正9年）には静岡米穀商組合長に就任した。
1933年（昭和8年）から静岡市会議員を連続3期務め、同議長を歴任した。1946年（昭和21年）4月の第22回衆議院議員総選挙では静岡全県区から出馬し当選。衆議院議員を1期務めた。議員在任中は国民協同党会計監督、代議士会副会長を務めた。
1951年（昭和26年）静岡商工会議所会頭、1954年（昭和29年）静岡県商工組合中央会会長を経て、静岡県中小企業団体中央会会長を21年間務めた。
ほか、鎌倉合同乗合自動車、日本玩具、トモエ商会、不二工機、葵酒造、静岡米穀各社長、富士製粉、清水銀行各取締役、静岡県商工経済会評議員、静岡信用、静岡市購買利用組合、経済団体連合会各理事、日本商工会議所常議員を歴任した。

## 栄典
位階
- 正四位

勲章等
- 勲二等瑞宝章

## 伝記
- 秋吉茂著『玄米にて候 増井慶太郎翁伝』フリーダムプロダクト、1973年。